# Taregana
Taregana ou Taregna (littéralement "compter les étoiles") est une petite ville du Bihar, en Inde, située à environ 30 kilomètres de Patna .

## Histoire
À Taregana, Aryabhata a installé un observatoire astronomique dans le Temple du Soleil, au 6e siècle. On suppose que c'est là qu'il a inventé son modèle héliocentrique .

## Géographie
Taregana est située à une altitude moyenne de 61 mètres, selon Google Earth. Elle est proche de Patna et aussi de Jahanabad. Elle est desservie par des trains locaux, généralement appelés trains de voyageurs PG, pour « Patna-Gaya ». On peut d'ailleurs aussi la rejoindre par la route qui va de Patna à Gaya.

## Démographie
Taregana est une petite ville en pleine croissance. Il y a beaucoup de gens qui viennent s'y installer. Il doit y avoir plus de 10 000 personnes venant de villages alentour comme Lawaich, Lasgarichak, Pathrahat, Bela, Jagidishpur, pour n'en nommer que quelques-uns. Elle possède un célèbre temple appelé le « Manichack », qui accueille plus de 5 000 mariages chaque année. Les habitants de Taregana sont très sympathiques et serviables. Taregana relève de Masaurhi Sous-division (अनुमंडल).

## Transport
La gare de la sous-division Masaurhi, qui est un canton du district de Patna, doit son nom à Taregana. La gare porte le code de TEA) et elle est bien reliée aux villes proches comme Patna par cette voie ferrée. Tous les jours, un nombre considérable de travailleurs et d’agents du gouvernement se rendent dans la capitale par les trains locaux. Ainsi, dans les trains de passagers locaux PG, on peut voir un grand nombre d'habitants de Masaurhi. Il existe donc une demande que soit augmentée la fréquence de ces trains locaux.

## Éclipse solaire du 22 juillet 2009

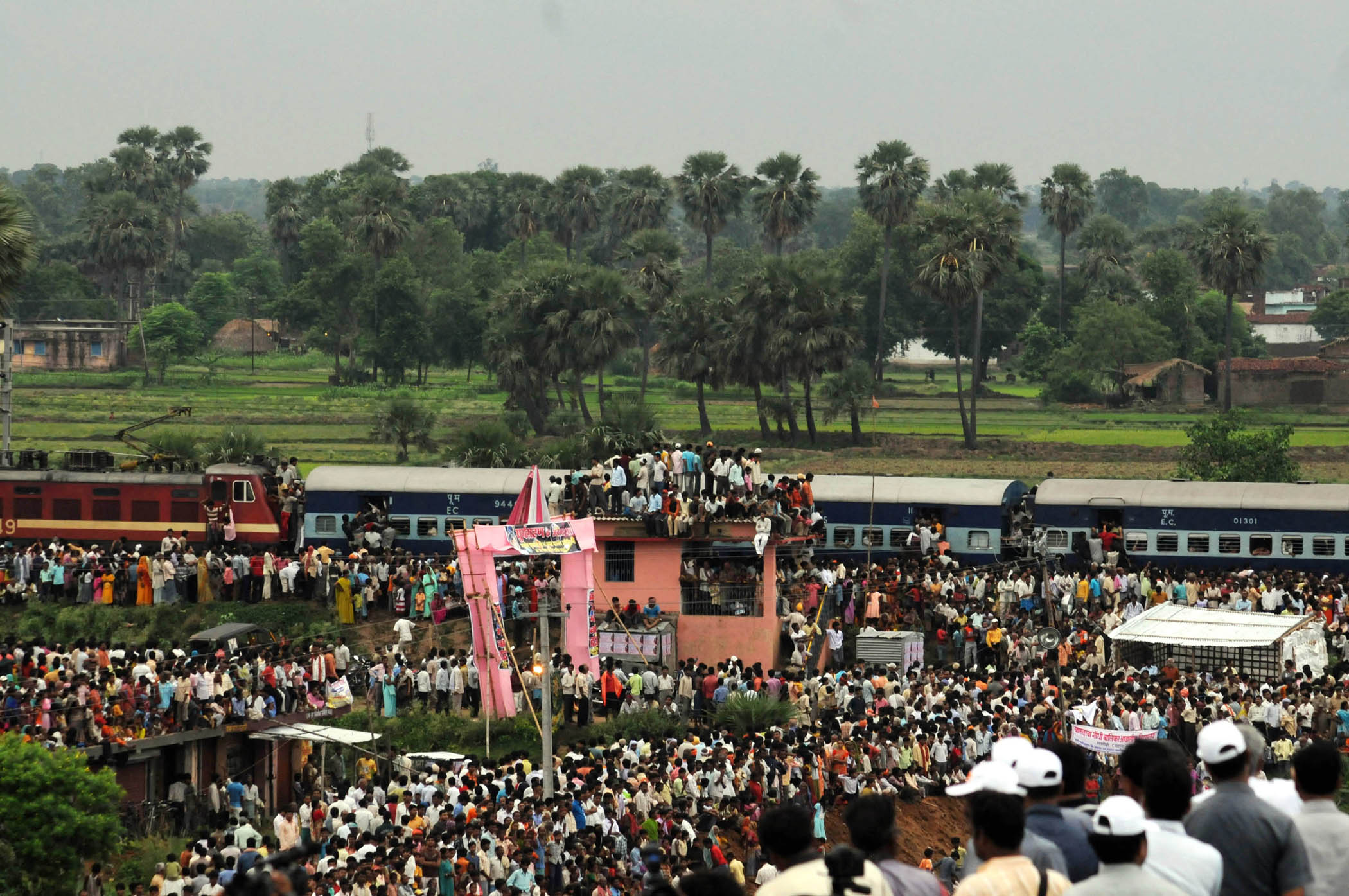
Grand rassemblement à Taregana pour voir l'Eclipse le 22 juillet 2009

Taregana a été témoin d'un afflux soudain de visiteurs se rendant au village pour assister à l'éclipse solaire du 22 juillet 2009, qui, selon différentes sources, en faisait l'un des meilleurs endroits sur le chemin de la zone de totalité pour observer l'éclipse solaire. Il était indiqué que l'éclipse solaire serait visible pendant au moins trois minutes et 38 secondes depuis Taregana. Cependant, la durée maximale de l'éclipse était de six minutes 38 secondes dans l'océan Pacifique,,,,,,. Malheureusement, le 22 juillet, l'éclipse a été masquée par une lourde couverture nuageuse.